# Caribbean Export Development Agency
Het Caribbean Export Development Agency, verkort Caribbean Export, voorheen ook CEDA, is een Caribische organisatie. De hoofdvestiging bevindt zich in Bridgetown in Saint Michael op Barbados. Het agentschap is nauw verbonden met de Caricom maar geen onderdeel.
Caribbean Export werd in 1996 opgericht als opvolger van het Caricom Export Development Project (CEDP). Het doel is om het concurrentievermogen van de Caribische landen te verhogen door diensten te bieden ter bevordering van export en investeringen.
Het agentschap wordt financieel ondersteund door (onder meer) de Europese Unie en de Organisatie voor Economische Samenwerking en Ontwikkeling (OESO).